# Agostino Richelmy
Agostino Richelmy (Torino, 29 novembre 1850 – Torino, 10 agosto 1923) è stato un cardinale e arcivescovo cattolico italiano.

## Biografia

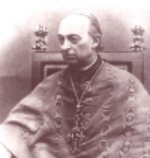
Il Cardinale Richelmy in una fotografia attorno al 1910

Membro di un'antica e nobile famiglia originaria del Delfinato, nacque a Torino nel 1850 dal conte ingegner Prospero Richelmy, cofondatore e rettore del Politecnico di Torino, e da Lydia Realis, figlia dell'avvocato Pietro e della nobile Carolina Claretta.
Fu ordinato sacerdote a Torino il 25 aprile 1873.
Nel 1866 si unì ai volontari garibaldini nella guerra austro-prussiana: anche in seguito tenne la camicia rossa sotto l'abito talare.
Frequentò il Liceo classico "Massimo d'Azeglio" di Torino.
Professore di teologia dogmatica e morale a Torino, prima eletto vescovo di Ivrea dal 7 giugno 1886, successivamente fu nominato arcivescovo di Torino il 18 settembre 1897.
Papa Leone XIII lo elevò al rango di cardinale del titolo di Sant'Eusebio nel concistoro del 18 giugno 1899.
Il Cardinale Richelmy sostenne l'Allamano per la fondazione nel 1901 dell'Istituto Missioni Consolata.
Dal 1906 ebbe tra i più stretti collaboratori, come Segretario personale, Adolfo Barberis, non ancora sacerdote.
Nel 1911 optò per il titolo di Santa Maria in Via.
Attraverso numerosi scritti, tra i quali si ricorda La democrazia cristiana inculcata ai chierici dell'arcidiocesi di Torino del 1903, promulgò le istanze sociali di papa Leone XIII. Nello stesso anno fondò il giornale Il momento. Nel corso della sua carriera ecclesiastica ed in particolare nel periodo bellico in corrispondenza della prima guerra mondiale, svolse intenso apostolato assistenziale.
Nel 1913 consacrò l'inaugurata Chiesa di Gesù Nazareno.
Morì a Torino il 10 agosto 1923 all'età di 72 anni; presso il Santuario della Consolata a Torino è a tutt'oggi esposto il suo monumento funebre che funge da sepolcro, ivi traslata la salma il 28 settembre 1949, proveniente dal Cimitero Generale.

## Genealogia episcopale e successione apostolica
La genealogia episcopale è:
- Cardinale Scipione Rebiba
- Cardinale Giulio Antonio Santori
- Cardinale Girolamo Bernerio, O.P.
- Arcivescovo Galeazzo Sanvitale
- Cardinale Ludovico Ludovisi
- Cardinale Luigi Caetani
- Cardinale Ulderico Carpegna
- Cardinale Paluzzo Paluzzi Altieri degli Albertoni
- Papa Benedetto XIII
- Papa Benedetto XIV
- Cardinale Enrique Enríquez
- Arcivescovo Manuel Quintano Bonifaz
- Cardinale Buenaventura Córdoba Espinosa de la Cerda
- Cardinale Giuseppe Maria Doria Pamphilj
- Papa Pio VIII
- Papa Pio IX
- Cardinale Gustav Adolf von Hohenlohe-Schillingsfürst
- Arcivescovo Salvatore Magnasco
- Cardinale Gaetano Alimonda
- Cardinale Agostino Richelmy

La successione apostolica è:
- Vescovo Matteo Angelo Filipello (1898)
- Vescovo Luigi Spandre (1899)
- Arcivescovo Emilio Parodi, C.M. (1905)
- Vescovo Costanzo Castrale (1905)
- Arcivescovo Angelo Giacinto Scapardini, O.P. (1909)
- Vescovo Filippo Perlo, I.M.C. (1909)
- Arcivescovo Angelo Bartolomasi (1911)
- Vescovo Giuseppe Castelli (1911)
- Vescovo Nicolao Milone (1922)